# MG GS
MG GS – samochód osobowy typu SUV klasy kompaktowej produkowany pod brytyjsko-chińską marką MG w latach 2015–2019.

## Historia i opis modelu

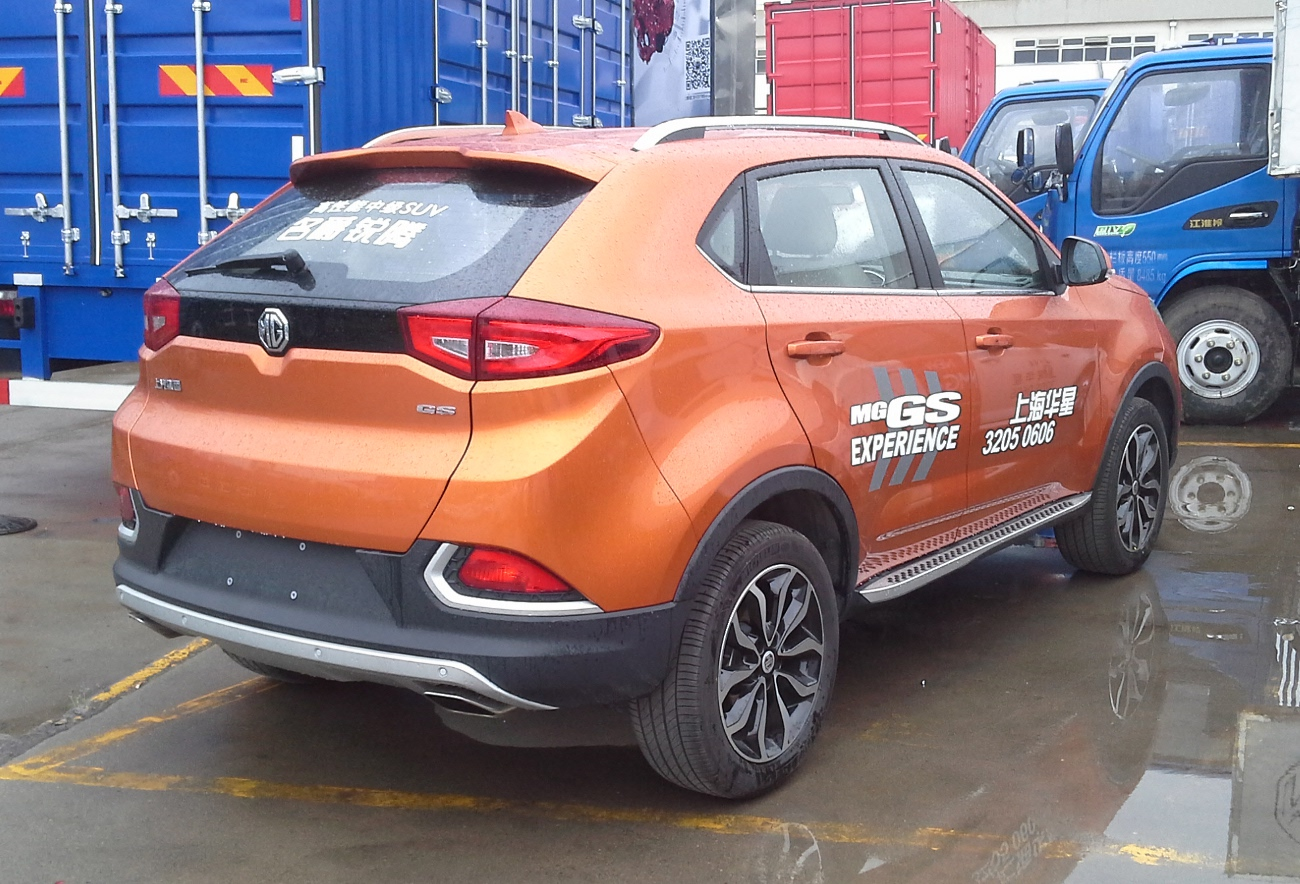
MG GS - tył

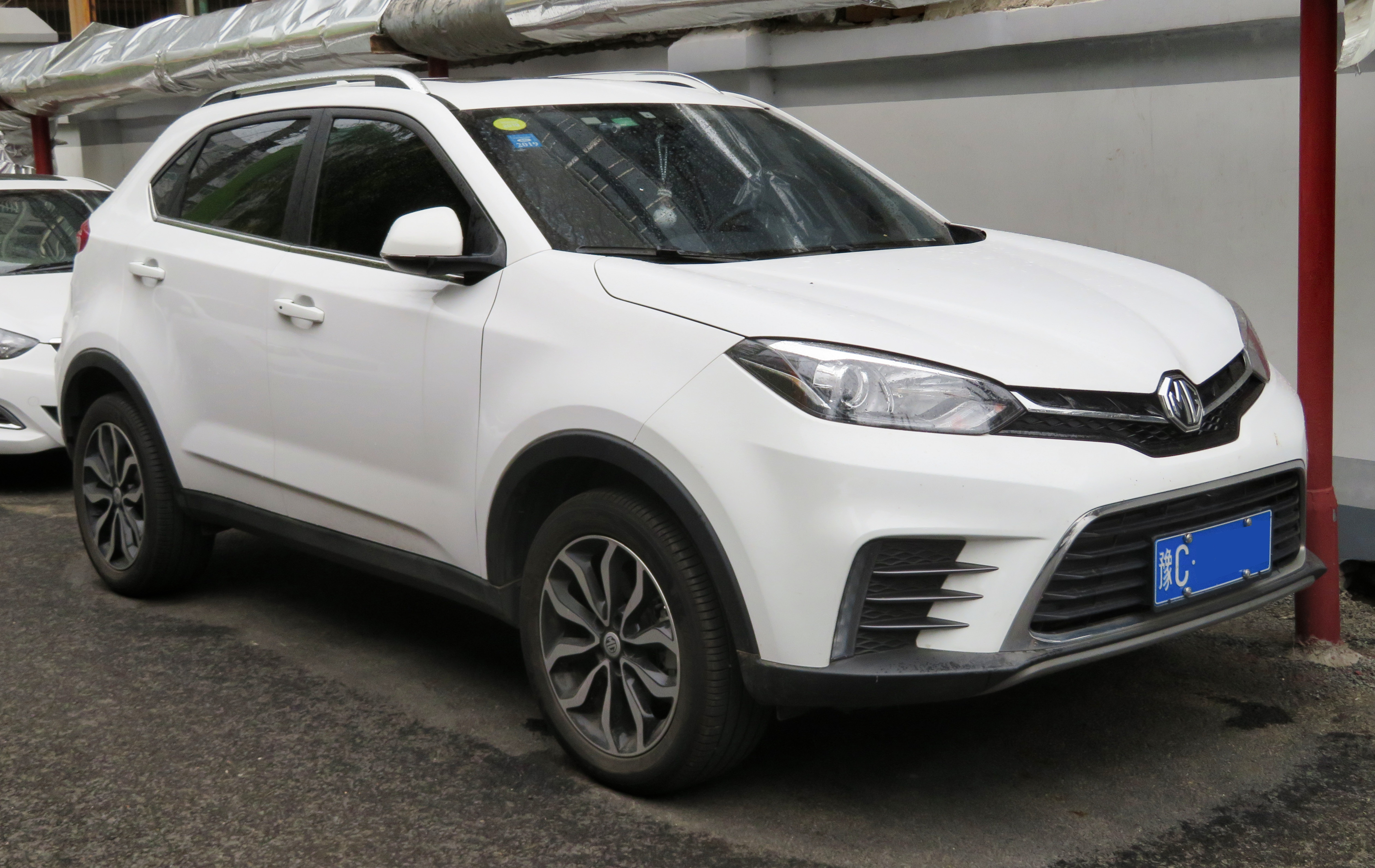
MG GS po liftingu

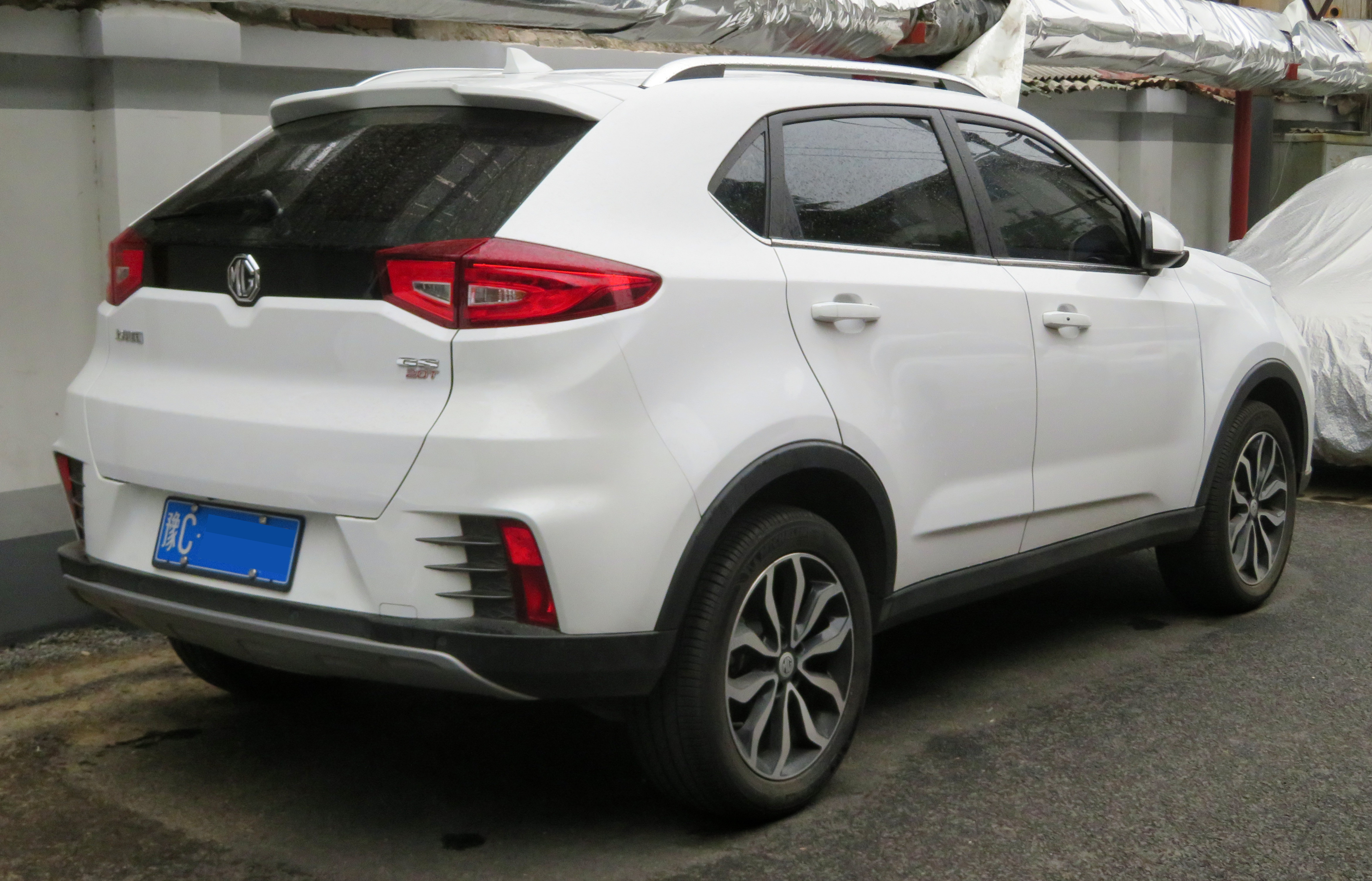
MG GS - tył po liftingu

Studyjną zapowiedzią pierwszego SUV-a w historii marki MG był prototyp MG CS Concept przedstawiony w kwietniu 2013 roku podczas wystawy samochodowej Shanghai Auto Show. Premiera produkcyjnego pojazdu pod nazwą MG GS odbyła się równo dwa lata później, w kwietniu 2015 roku, przyjmując postać kompaktowego SUV-a dostępnego zarówno z napędem na przednią oś, jak i AWD.
MG GS zostało zbudowane w ramach partnerstwa z południowokoreańskim SsangYongiem, w przeszłości należącego wspólnie do chińskiego SAIC. Bliźniaczą technicznie konstrukcją był model Korando, z którym MG GS dzieliło także charakterystyczne proporcje wąskiego i zarazem wysokiego nadwozia.
Gamę jednostek napędowych utworzyły dwa czterocylindrowe silniki z turdoboładowaniem o pojemności 1,5-litra oraz 2,0-litra. Słabszy rozwijał moc 168 KM, z kolei mocniejszy 217 KM, współpracując automatycznymi, dwusprzęgłowymi przekładniami biegów z 6 lub 7 przełożeniami.

### Lifting
Nieco ponad półtora roku po debiucie rynkowym MG GS przeszło obszerną restylizację nadwozia, która przyniosła modyfikacje w wyglądzie przedniego i tylnego zderzaka, a także atrapy chłodnicy wzbogaconej odtąd o chromowaną poprzeczkę. Ponadto, przedstawione w grudniu 2016 roku MG GS po liftingu zyskało nowe koło kierownicy z nowszych modeli, a także przeprojektowany układ przełączników i nową generację systemu multimedialnego.

### Sprzedaż
MG GS trafiło w pierwszej kolejności na rynek chiński, gdzie jego sprzedaż rozpoczęła się wiosną 2015 roku. Wiosną 2016 roku samochód uzupełnił także ofertę MG w Chile i Tajlandii, z kolei w sierpniu tego samego roku wzbogacił on także portfolio w Wielkiej Brytanii

### Silniki
- R4 1.5l Turbo 168 KM
- R4 2.0l Turbo 217 KM